# Eric Smaling

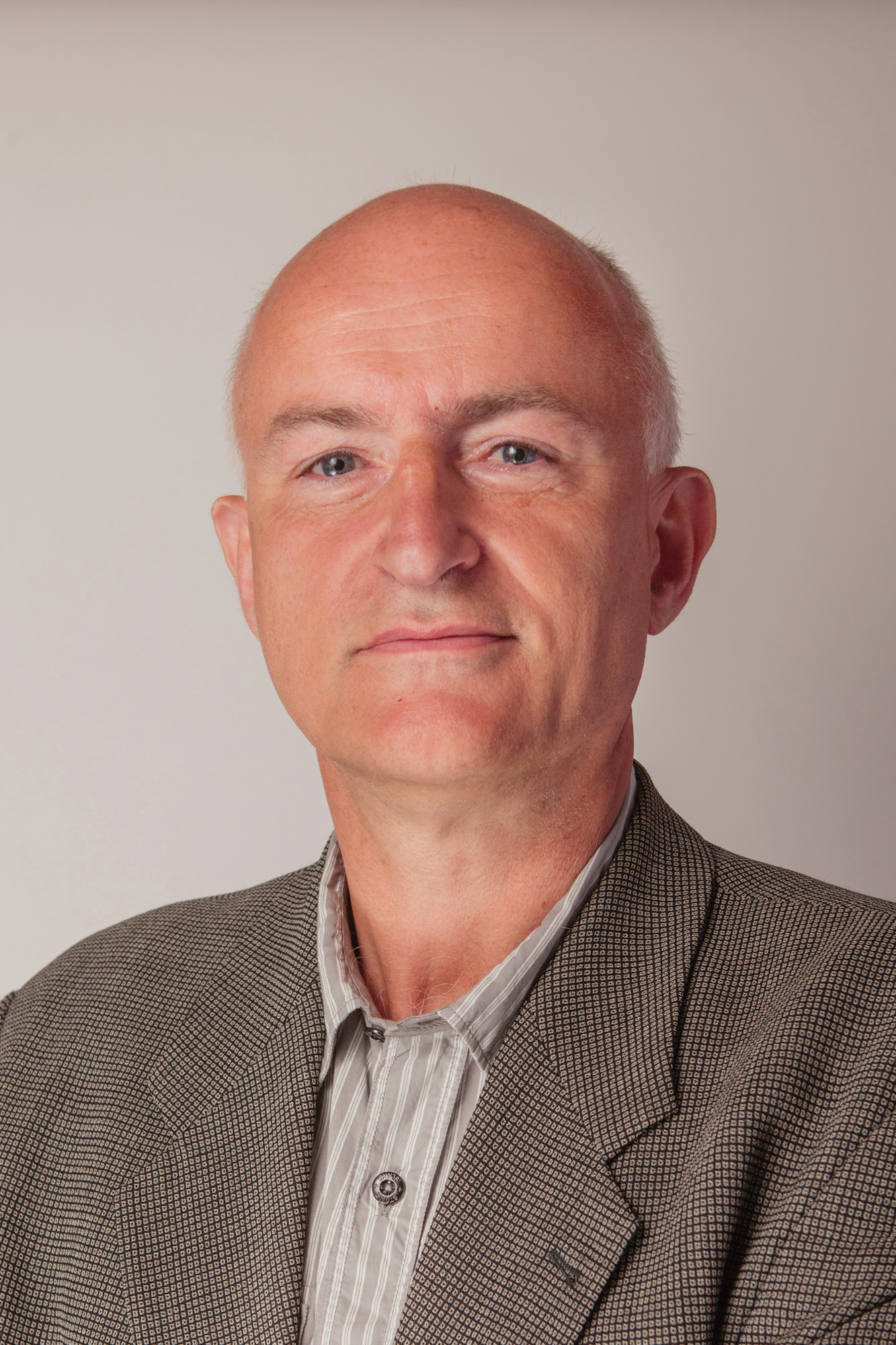
Eric Smaling (2012)

Eric Marc Alexander Smaling (geboren am 18. August 1957 in Amsterdam) ist ein niederländischer Politiker. Von 2007 bis 2013 war er Abgeordneter der Socialistische Partij in der Ersten Kammer, von 2013 bis 2017 in der Zweiten Kammer des niederländischen Parlaments. Smaling ist Hochschullehrer für nachhaltige Landwirtschaft am International Institute for Geo-Information Science and Earth Observation in Enschede.

## Leben
Smaling hat an der Landbouwhogeschool Wageningen Bodenwissenschaften studiert. 1993 promovierte er über Pflanzenbauwissenschaften. Er arbeitete für verschiedene Organisationen in Indonesien sowie Kenia und später im DLO-Staring Centrum in Wageningen. Von 1998 bis 2002 war er Hochschullehrer für Bodeninventarisierung und Landevaluation an der Landbouwhogeschool Wageningen. Nach einigen Jahren als Freiberufler wurde er 2004 Hochschullehrer am International Institute for Geo-Information Science and Earth Observation.
Smaling wohnt zusammen mit seinem Partner, dem Kinderbuchautor Rindert Kromhout, in Weesp.

## Politische Karriere
1982 wurde Smaling aufgrund seiner Verehrung für den damaligen Parteivorsitzenden der Partij van de Arbeid, Jan Pronk, dort Mitglied, verließ diese Partei allerdings um 1994 in Richtung GroenLinks. Nachdem er diese Partei als zu akademisch empfand, trat er 2000 in die Socialistische Partij ein. Bei den Wahlen zur Ersten Kammer 2007 wurde Smaling in den Senat gewählt und am 12. Juni 2013 vereidigt. Ab dem 14. Mai 2013 wurde er der zeitweise Nachfolger von Manja Smits in der Zweiten Kammer, die ihren Sitz aus Gesundheitsgründen niederlegte. In der Ersten Kammer wurde er durch Arda Gerkens ersetzt. Als Smits ihren Sitz am 15. April 2014 endgültig aufgab, wurde seine zeitweise Mitgliedschaft in der Zweiten Kammer in eine ordentliche umgewandelt.

## Veröffentlichungen
- An agro-ecological framework for integrated nutrient management, with special reference to Kenya. (Dissertation, 1993)
- mit Rindert Kromhout: De prijs van poep. Leopold, Amsterdam 2001, ISBN 90-258-3475-2.
- mit Rindert Kromhout: Volle buiken. Leopold, Amsterdam 2004, ISBN 90-258-4226-7.
- mit Rindert Kromhout: Gooi maar weg! Leopold, Amsterdam 2005, ISBN 90-258-4619-X.
- mit Floris Meslier und Jules Iding: De laatste boer. De onstuitbare run op schaarse vierkante meters. Van Gennep, Amsterdam 2013, ISBN 978-94-6164242-4.